# Carl Gustaf Mosander
Carl Gustaf Mosander (Kalmar, 10 de Setembro de 1797 — Lovön, Condado de Estocolmo, 15 de Outubro de 1858) foi um químico sueco, que descobriu os elementos lantânio, érbio e térbio.

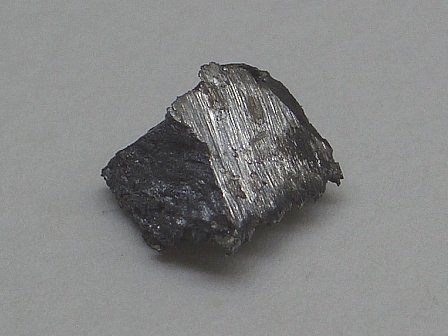
O elemento Lanthanum

## Juventude e educação

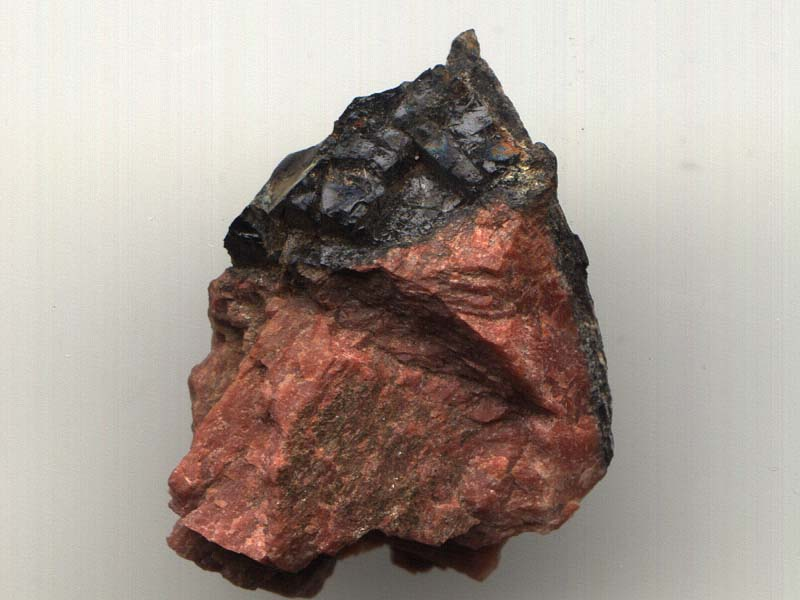
O mineral itterbita (mais tarde denominado gadolinita). O lantânio pode ser obtido da parte preta.

Nascido em Kalmar, Mosander frequentou a escola lá até se mudar para Estocolmo com sua mãe em 1809. Em Estocolmo, ele se tornou um aprendiz na farmácia de Uganda. Ele fez o exame de farmácia em 1817, mas tinha interesse em medicina e ingressou no Instituto Karolinska em 1820. Ele foi aprovado no exame médico em 1825. Ele trabalhou no laboratório de Jöns Jakob Berzelius e tornou-se amigo próximo de seu colega Friedrich Wöhler.:38

## Carreira
Em 1832, Jöns Jakob Berzelius aposentou-se em favor de seu aluno Carl Gustaf Mosander, que o sucedeu como professor de química e farmácia no Instituto Karolinska.:38 A partir de 1845, Mosander também foi professor e inspetor do Instituto Farmacêutico.:38 Mosander foi curador assistente das coleções mineralógicas do Museu Sueco de História Natural, fundado pela Academia Sueca de Ciências em 1819. A partir de 1825 ele foi o proprietário de um spa em Estocolmo, onde as pessoas podiam ir beber as águas.:38
Mosander descobriu o lantânio em 1838. Este veio do Cerite-(Ce) de Bastnaes, na Suécia, que na época era a única fonte abundante de "Cério", que havia sido descoberto nele por Berzelius e Hisinger, e independentemente por Klaproth, em 1803. Naquela época, um dos dois componentes conhecidos do mineral itterbita (mais tarde denominado gadolinita) era um óxido branco denominado céria. Mosander decompôs parcialmente a céria aquecendo-a e tratando o sal resultante com ácido nítrico diluído. Ele hesitou em relatar seus resultados, tanto por medo de embaraçar seu mentor Berzelius, quanto por mostrar que sua descoberta de cério não era um elemento; e porque ele não tinha certeza de que ele mesmo havia reduzido o cério a todos os seus componentes. Berzelius eventualmente sugeriu o nome "lanthan", para "oculto" para esta nova descoberta.
Em 1840, Mosander separou o óxido de cério em óxido de cério amarelo, óxido de lantânio branco e um terceiro componente rosado que ele chamou de "didímio", que significa "gêmeo". Didymium foi aceito como um elemento por muitos anos, aparecendo no sistema periódico de Dmitri Mendeleev como o número 95, com o símbolo Di. Em 1874, Per Teodor Cleve previu que didymium continha pelo menos dois elementos. Em 1879, Lecoq de Boisbaudran isolou samário, enquanto em 1885 Carl Auer von Welsbach separou os dois elementos restantes por meio de cristalizações fracionárias repetidas. Welsbach os denominou praseodidímio (didímio verde) e neodidímio (novo didímio). Eles passaram a ser conhecidos como praseodímio e neodímio.
Em 1843, Mosander descobriu o térbio e o érbio como componentes do ítria.:701 No entanto, essa descoberta foi fortemente contestada. O espectroscopista Nils Johan Berlin negou a existência de dois elementos, não conseguindo confirmar a existência de "érbia" e sugerindo que seu nome fosse aplicado a "terbia". Em 1864, Marc Delafontaine usou a espectroscopia óptica para provar conclusivamente que o ítrio, o térbio e o érbio eram elementos separados. Ironicamente, no entanto, a confusão que havia sido introduzida entre os nomes continuou. Os nomes propostos por Mosander foram trocados, dando ao composto de ametista o nome de óxido de "érbio" e à substância amarela o nome de óxido de "térbio", em vez do contrário, como originalmente proposto.
Mosander foi eleito membro da Real Academia Sueca de Ciências em 1833.